# Демба Диоп (стадион)
Стадион Демба Диоп — многофункциональный стадион в Дакаре, Сенегал. Построен в 1963 году и позже назван в честь политика Демба Диопа. Вмещает 15 000 человек. Используется для проведения различных соревнований и концертов. На стадионе проходил первый чемпионат Африки по лёгкой атлетике в 1979 году. Проходят соревнования по Сенегальской борьбе.
Покрытие стадиона — синтетический газон.